# 新华街道 (桦甸市)
新华街道，是中华人民共和国吉林省吉林市桦甸市下辖的一个乡镇级行政单位。

## 行政区划
新华街道下辖以下地区：
富华社区和幸福社区。